# 傣族剪纸
傣族剪纸是傣族的传统民间艺术，流传于云南省德宏傣族景颇族自治州，广泛应用于喜庆、宗教、丧葬、居家装饰等方面。剪纸的主题多与上座部佛教和生产生活有关，涉及佛经故事、民间习俗、民间传说和边疆风物特产等。

## 文化保护
2006年5月，傣族剪纸经国务院批准，列入首批国家级非物质文化遗产保护名录。2010年8月，中国剪纸入选联合国教科文组织“人类非物质文化遗产代表名录”，傣族剪纸作为中国剪纸的子项目随之入选。2007年6月5日，经文化部确定，芒市民间艺术家思华章作为傣族剪纸代表性传承人，列入第一批国家级非遗代表性传承人名单。思华章逝世后，邵梅罕于2012年接替思华章成为傣族剪纸的国家级非物质文化遗产代表性传承人。

## 传承现状
傣族年轻一代在离开学校后大多选择外出务工，女孩不愿学习剪纸，傣族手工技艺呈整体下滑趋势，传承情况堪忧。

## 延伸阅读
- 杨文华; 杨淇. . 云南社会科学. 2018, (4): 106-112  [2021-07-09]. （原始内容存档于2021-07-10）.